# Дејв Фарел
Дејвид Мајкл Фарел (енгл. David Michael Farrell; 8. фебруар 1977), познатији под надимком Феникс, амерички је музичар, најпознатији као басиста рок групе Линкин парк.